# Craspedosis
Craspedosis är ett släkte av fjärilar. Craspedosis ingår i familjen mätare.

## Bildgalleri

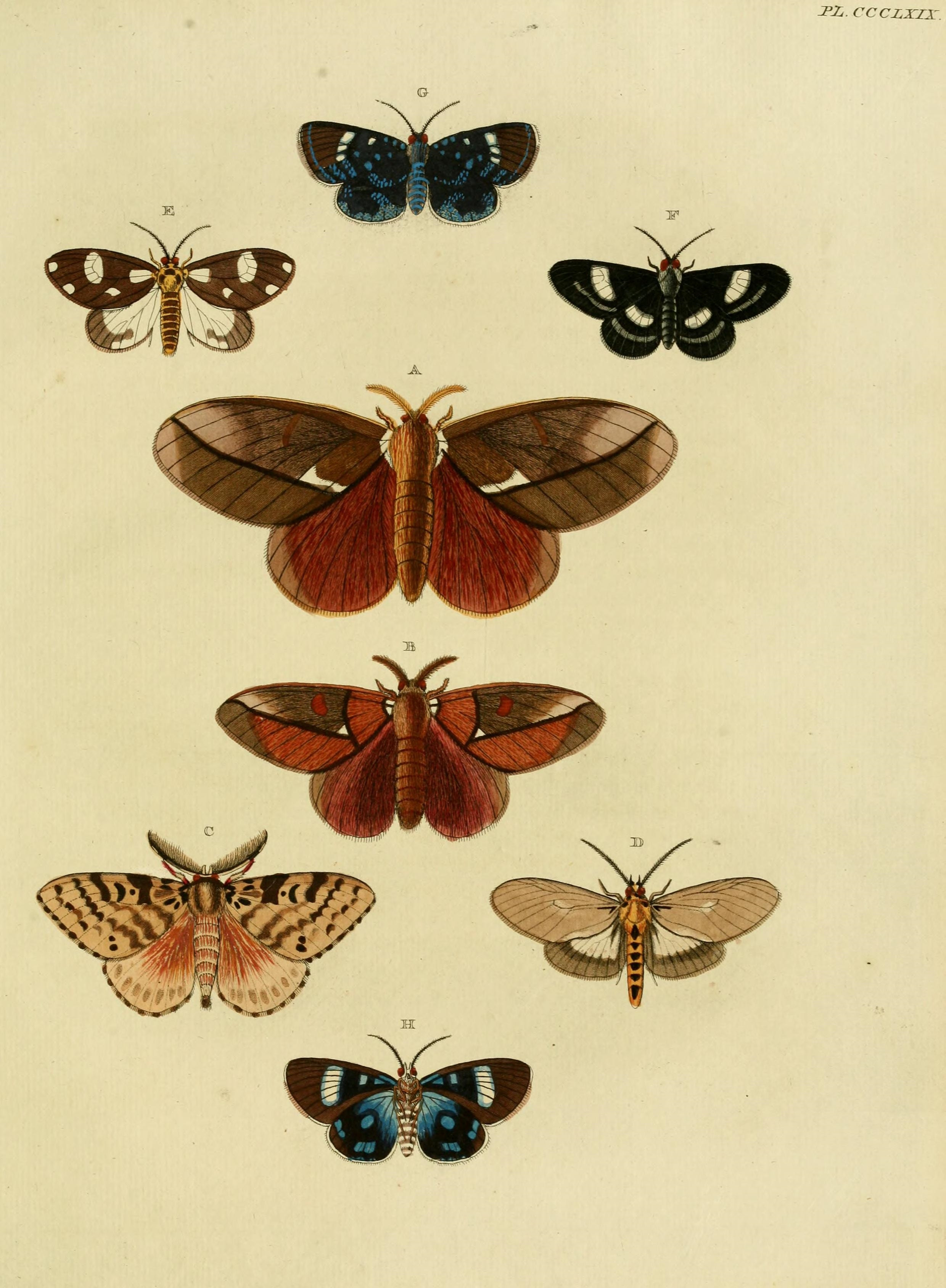
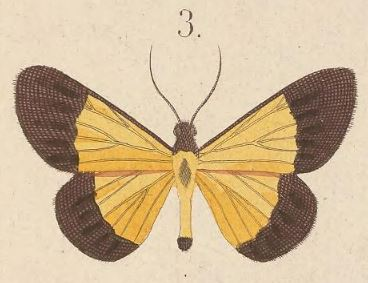

## Dottertaxa tillCraspedosis, i alfabetisk ordning[1]
- Craspedosis acoelia
- Craspedosis affinis
- Craspedosis aflava
- Craspedosis albigutta
- Craspedosis albistriata
- Craspedosis amaura
- Craspedosis ampliplaga
- Craspedosis andromeda
- Craspedosis angiana
- Craspedosis angustata
- Craspedosis angustipennis
- Craspedosis angustiplaga
- Craspedosis aruensis
- Craspedosis atramentaria
- Craspedosis aurianalis
- Craspedosis auriflua
- Craspedosis aurigutta
- Craspedosis brachytona
- Craspedosis candidior
- Craspedosis casta
- Craspedosis castellata
- Craspedosis chrysopyga
- Craspedosis cincta
- Craspedosis cinerescens
- Craspedosis costimacula
- Craspedosis curvilimes
- Craspedosis cyanauges
- Craspedosis cyanea
- Craspedosis cyanodes
- Craspedosis cyanophanes
- Craspedosis delicata
- Craspedosis desmiata
- Craspedosis effusa
- Craspedosis ernestina
- Craspedosis exotasis
- Craspedosis extenuata
- Craspedosis extincta
- Craspedosis flavidistata
- Craspedosis flavimedia
- Craspedosis flavithorax
- Craspedosis funebris
- Craspedosis galathea
- Craspedosis gyroleuca
- Craspedosis holocyana
- Craspedosis iniquisecta
- Craspedosis latesignata
- Craspedosis laticlava
- Craspedosis leucosticta
- Craspedosis longigutta
- Craspedosis miranda
- Craspedosis mirandina
- Craspedosis morotai
- Craspedosis munda
- Craspedosis nigerrima
- Craspedosis nigriclathrata
- Craspedosis niphospila
- Craspedosis niveosignata
- Craspedosis niverupta
- Craspedosis norbeata
- Craspedosis ovalis
- Craspedosis picaria
- Craspedosis picoides
- Craspedosis plera
- Craspedosis prouti
- Craspedosis punctulata
- Craspedosis purpurea
- Craspedosis rhomboidaria
- Craspedosis schistacina
- Craspedosis scordylodes
- Craspedosis semicrocea
- Craspedosis semilugens
- Craspedosis semiplaga
- Craspedosis sibilla
- Craspedosis sobria
- Craspedosis stenodes
- Craspedosis stenotera
- Craspedosis swinhoei
- Craspedosis tenuivirga
- Craspedosis transtinens
- Craspedosis triangularis
- Craspedosis truncifascia
- Craspedosis undulata
- Craspedosis undulosa
- Craspedosis uniplaga
- Craspedosis weylandensis